# فرودگاه بین‌المللی کیش
فرودگاه بین‌المللی کیش (یاتا: KIH و ایکائو: OIBK) نام فرودگاهی است که در مرکز جزیره کیش در غرب استان هرمزگان واقع شده است. ایده ساخت این فرودگاه در سال ۱۳۴۹ ایجاد شد که گروهی از کارشناسان آمریکایی و ایرانی اقدام به بررسی ساخت این فرودگاه کردند. کارشناسان این فرودگاه را با الهام از جزایر هاوایی و سواحل دریای مدیترانه بنا کردند. اولین هواپیما در ۷ آبان ۱۳۵۶ در فرودگاه کیش به زمین نشست.
پایانه جدید فرودگاه بین‌المللی کیش در ۲۳ آبان ۱۴۰۲ افتتاح شد. این پایانه با قابلیت پذیرش سالانه ۶ میلیون مسافر و زیربنای ۴۹ هزار مترمربع در چهار طبقه و ۴۸ دستگاه میز پذیرش مسافر، به‌عنوان سومین پایانه بزرگ فرودگاهی ایران محسوب می‌شود.

## تاریخچه فرودگاه بین‌المللی کیش
جزیره کیش یکی از زیباترین و همچنین مهم‌ترین مقاصد گردشگری ایران است. سال ۱۳۴۹ یک هیاتی از مشاوران ایرانی-آمریکایی برای توسعه و گسترش گردشگری در این جزیره مستعد دست به کار شدند. موقعیت جزیره کیش، آب‌های شفاف و زلال، سواحل مرجانی و دیگر ویژگی‌های آن سبب شد تا تصمیم قطعی برای تبدیل آن به یک مرکز توریستی بین‌المللی بگیرند. پیرو این تصمیمات و اقداماتی که شکل گرفت فرودگاه بین‌المللی کیش به منظور قرار گرفتن مرکز رفت و آمد گردشگران در دست ساخت قرار گرفت و درنهایت در سال ۱۳۵۶ به صورت رسمی به بهره‌برداری رسید و پروازهای روز آن شروع شد، همچنین سال ۱۳۷۳ مجهز به چراغ‌های پرواز در شب شد که باعث شد تا یکی از پر رفت و آمدترین فرودگاه‌های کشور بعد از فرودگاه مهرآباد تهران محسوب شود.

## مشخصات فرودگاه کیش
- مدیریت این فرودگاه زیرنظر شرکت توسعه و مدیریت بنادر و فرودگاه‌های کیش بوده و مالکیت آن با سازمان منطقه آزاد کیش می‌باشد.
- ۹ کیلومتر مربع مساحت دارد و در ارتفاع ۳۱ متری از سطح دریا بنا شده است.
- این فرودگاه مجهز به کلیه تجهیزات کمک ناوبری، ارتباطی و نظارتی از جمله DVOR, ILS, DME, TelecommunicationRADIO, SSR, PSR می‌باشد.
- ۴ ترمینال جهت پروازهای داخلی و خارجی دارد.
- اخیراً ترمینال جدید فرودگاه با قابلیت پذیرش سالانه ۶ میلیون مسافر افتتاح شد و برخی از پروازها از این ترمینال انجام می‌شود.
- مساحت ترمینال‌های داخلی فرودگاه کیش ۹۵۰۰ متر مربع و مساحت ترمینال‌های خارجی (ترمینال ۱ برای پروازهای خروجی و ترمینال دو جهت پرواز ورودی) ۴۰۰۰ متر مربع می‌باشد.
- فرودگاه بین‌المللی کیش دارای دو باند موازی است که پهنای هر یک از آنها ۴۵ متر است و طول هر باند نیز به ۳۶۵۰ متر می‌رسد.[۵]
- دارای ۱۴ مسیر تاکسی وی و همچنین سالن تشریفات اختصاصی (CIP/VIP)
- این فرودگاه همچنین دارای اداره آتش‌نشانی و نجات فرودگاهی می‌باشد.

## واحدهای عملیات هوانوردی فرودگاه
واحدهای الکترونیک هواپیمایی و مراقبت پرواز دو بخش اصلی فرودگاه کیش می‌باشند و مسئولیت عملیات هوانوردی را به عهده دارند.

## امکانات فرودگاه بین‌المللی کیش
به‌طور کلی حجم زیادی از مسافران در این فرودگاه بین‌المللی کیش رفت و آمد می‌کنند و همین موضوع سبب می‌شود تا زمینه مناسبی برای مرتفع سازی نیازها و مشکلات احتمالی شکل بگیرد. یک فرودگاه بین‌المللی باید از محلی برای خوردن غذا و رفع گرسنگی تا درمان و پزشکی را در خود جای دهد، از نمونه خدماتی که می‌توان به آن اشاره کرد به عنوان اورژانس پزشکی، رستوران، دفتر اجاره خودرو، خدمات بانکی و صرافی، پارکینگ، خدمات حمل و بسته‌بندی بار، غرفه‌های فروش سوغاتی و…
از جمله دیگر خدمات مهم این فرودگاه، می‌توان به CIP/VIP، اینترنت پر سرعت، سرویس لیموزین، خدمات پاویون، امانت بار، قسمت اشیا گمشده، خدمات برگزاری جلسات کاری و دیگر خدمات اشاره کرد.

## شرکت‌های هواپیمایی و مقصدهای پروازی
| شرکت‌های هواپیمایی      | مقصدهای پروازی                                                              |
| ---------------------- | --------------------------------------------------------------------------- |
| کیش ایر                | اهواز، بندرعباس،اصفهان،کرمان مشهد، رشت، ساری، شیراز، تبریز، تهران فصلی: نجف |
| هواپیمایی ایران ایرتور | تبریز، تهران، مشهد، شیراز، رشت، اهواز، یزد، شیراز                           |
| هواپیمایی آتا          | اصفهان، شهید مدنی تبریز، تهران                                              |
| هواپیمایی کاسپین       | تهران، یزد                                                                  |
| ایران ایر              | اصفهان، تهران، یزد                                                          |
| هواپیمایی آسمان        | شیراز، تهران                                                                |
| هواپیمایی کارون        | اهواز، بندرعباس، اصفهان                                                     |
| هواپیمایی ماهان        | کرمان، مشهد، تهران                                                          |
| هواپیمایی معراج        | اصفهان، مشهد، تهران                                                         |
| هواپیمایی قشم          | بندرعباس، اصفهان، شیراز، تهران                                              |
| هواپیمایی سپهران       | شیراز، تهران، کرمانشاه                                                      |
| هواپیمایی تابان        | اصفهان، مشهد، تهران                                                         |
| هواپیمایی زاگرس        | اصفهان، شیراز، تهران                                                        |
| فلای‌دبی                | دبی                                                                         |
| هواپیمایی آوا          | تهران، کرمانشاه                                                             |

## نگارخانه

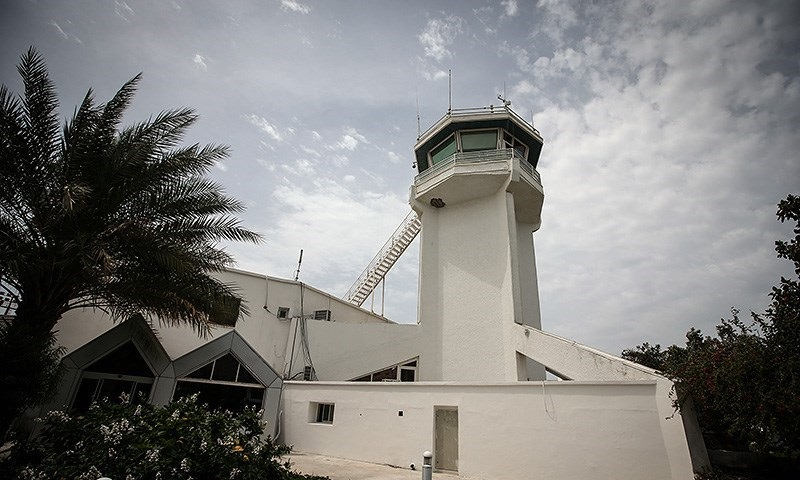
برج مراقبت فرودگاه
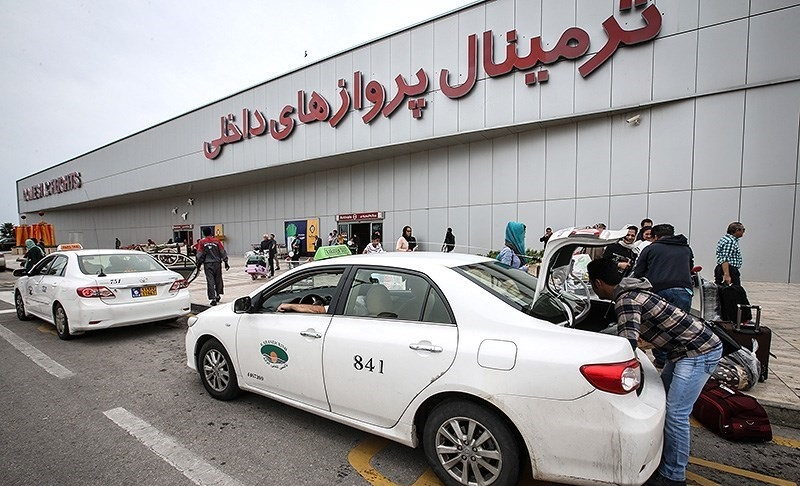
پایانه پروازهای داخلی
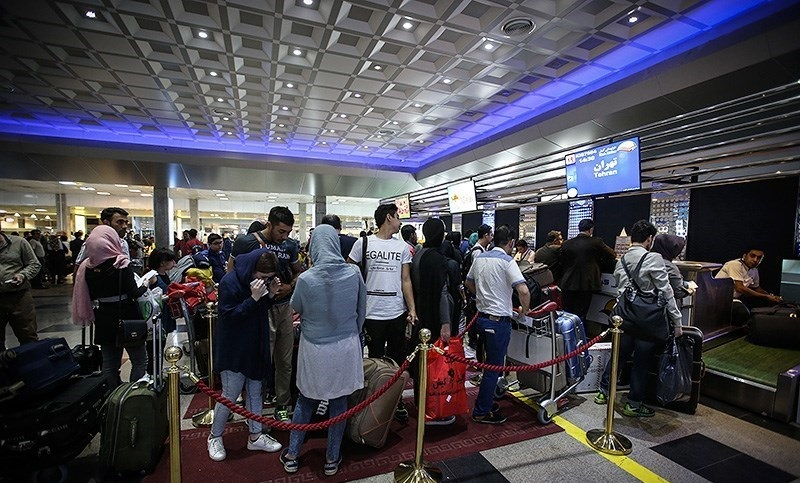
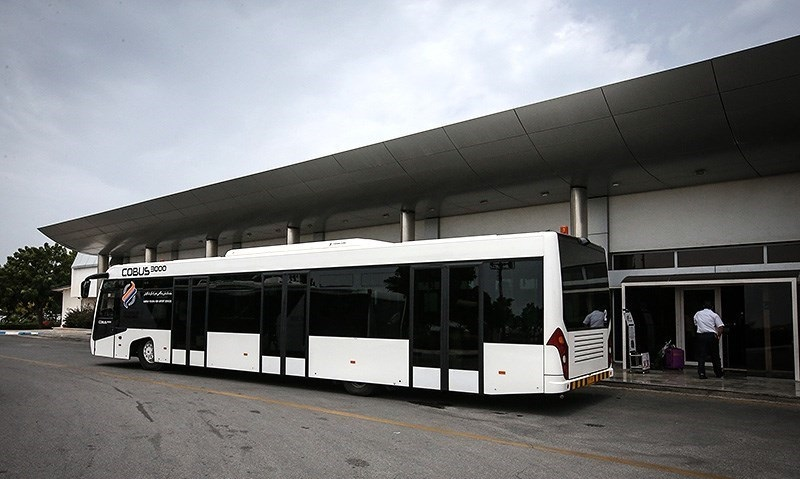
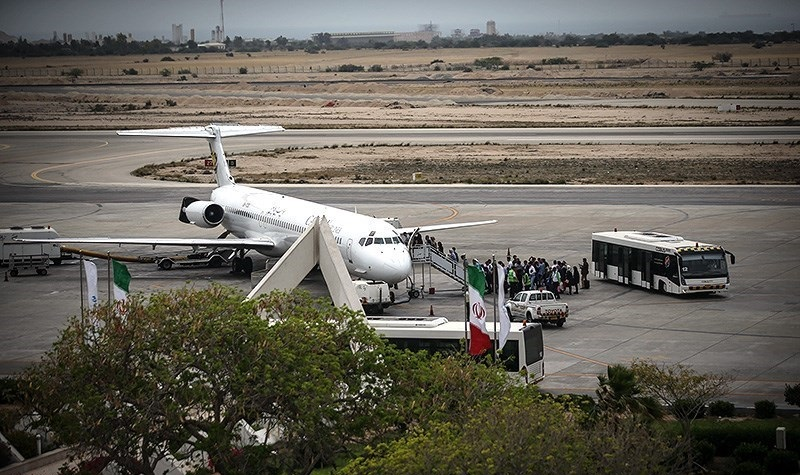
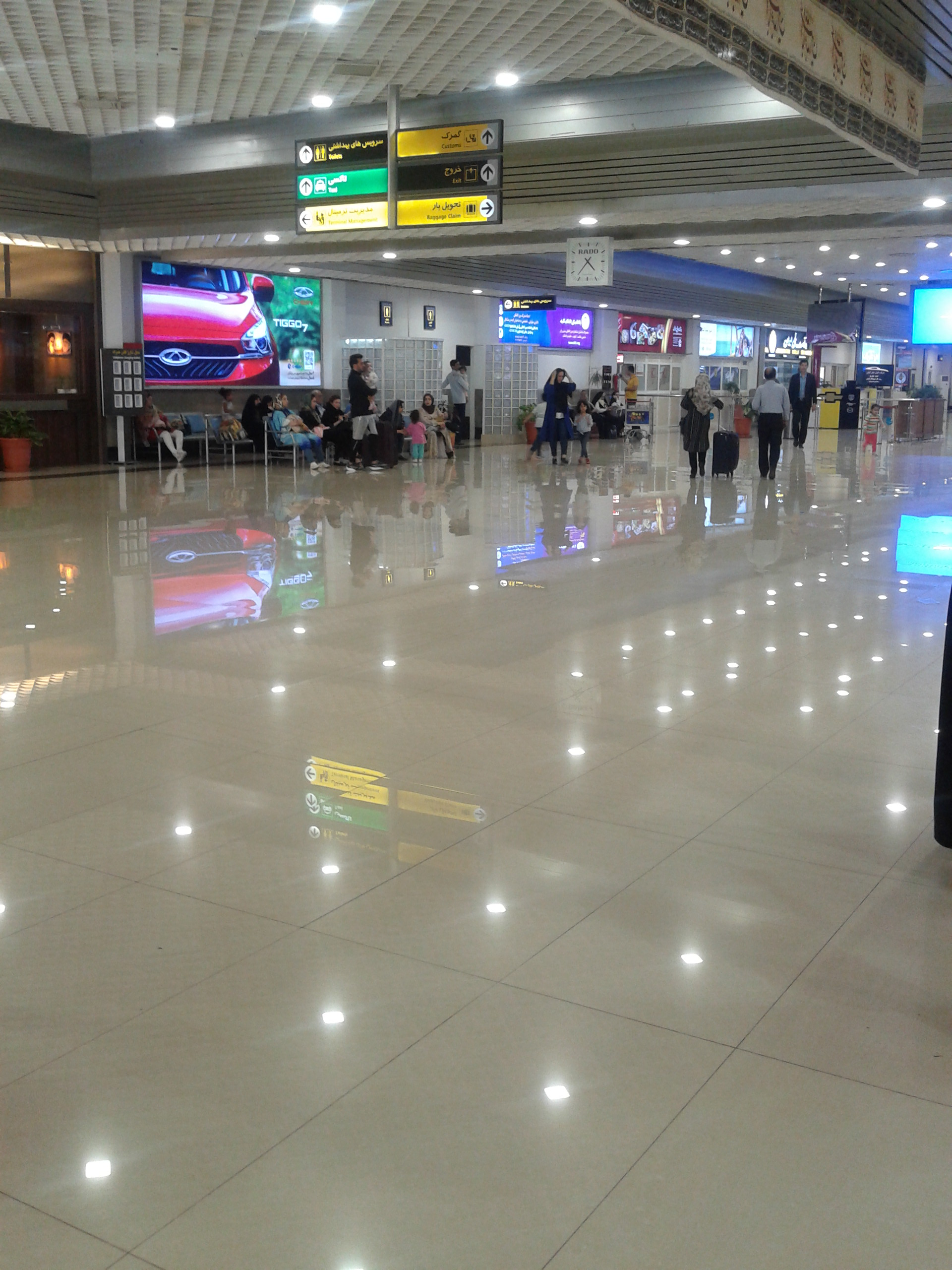
سالن خروجی فرودگاه